# Партизанска база „Велики Лублин“
Партизанска база „Велики Лублин“ се налази у Радичевићу код Бечеја, представља непокретно културно добро као споменик културе.

## Опште информације
Салаш Милорада Секулића налази се јужно од села Радичевића у непосредној близини „Бељанске баре“ у општини Бечеј. Пре и за време Другог светског рата био је власништво његовог оца Вукашина Секулића, земљорадника из Бачког Градишта, који је већ од 1936. године био повезан са тада напредним интелектуалцима Ђурицом Јојкићем, Вујицом Гајиновим, Миладином Јоцићем и другим.
Његов салаш је постао познат као стециште комуниста већ од 1936. године. Од 1941. године салаш постаје партизанска база где су се, током ратних година, одржавали састанци припадника народноослободилачког покрета, комуниста и напредних омладинаца. У добро закамуфлираним базама, којих је било три: испод ђубришта, у башти и у дворишту, чуван је илегални материјал: гештетнер, писаћа машина и марксистичка библиотека. У ову базу је премештена и илегална радио станица. Из ове базе, иначе познате под именом „Велики Лублин“ вођене су и акције на непријатељске патроле, вршено је паљење кудеље, жита у бечејском атару, у њу су били смештени, повремено и борци Шајкашког партизанског одреда и из ње вршили нападе на напријатеља. Фашисти су знали да се негде у близини налази партизанска база, али колико год се трудили нису могли да је открију, те је тако ова база била једна од ретких на територији Војводине која је током целог рата остала неоткривена од стране непријатеља.
Кућа на салашу је војвођанског типа, имала је некада гонак који је зазидан, вероватно због потребе власника. Зграда је од набоја и мешовитог материјала, прозори су са шелукатрама, на улазној страни су два таква прозора постављена када је гонак озидан. Кровна конструкција је дрвена, двоводни кров са закошењем на бочној страни. Рогови са распињачама, покривач је бибер цреп. Подови су од шестоугаоне опеке и у некадашњем гонку сада претсобљу, сложене у мозаик. Остава је избетонирана, а садашња кухиња има бротски под. Све остале просторије имају подове од набијене земље. Предња, некада улазна фасада је скромно декорисана плитком малтерском пластиком око таванских отвора, једним орнаментом испод њих и венцем скромно профилисаним.
Уписан је у регистар Завода за заштиту споменика културе Војводине 1977. године.